# Vincent Laurensz. van der Vinne

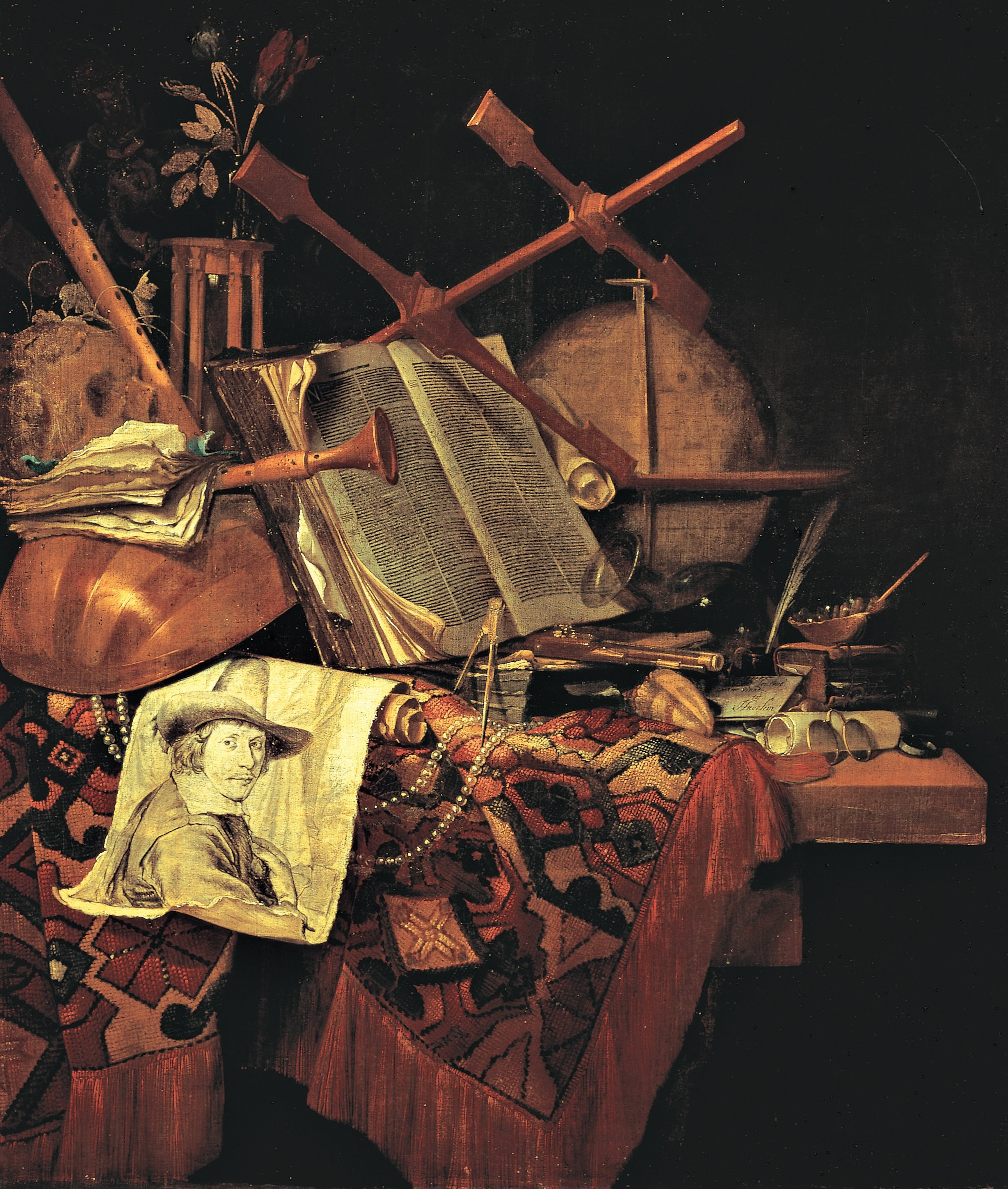
Vanitas, óleo sobre lienzo, 107,8 x 91,9 cm, Haarlem, Frans Halsmuseum. En el papel que cuelga de la mesa, autorretrato del pintor según un dibujo de Leendert van der Cooghen.

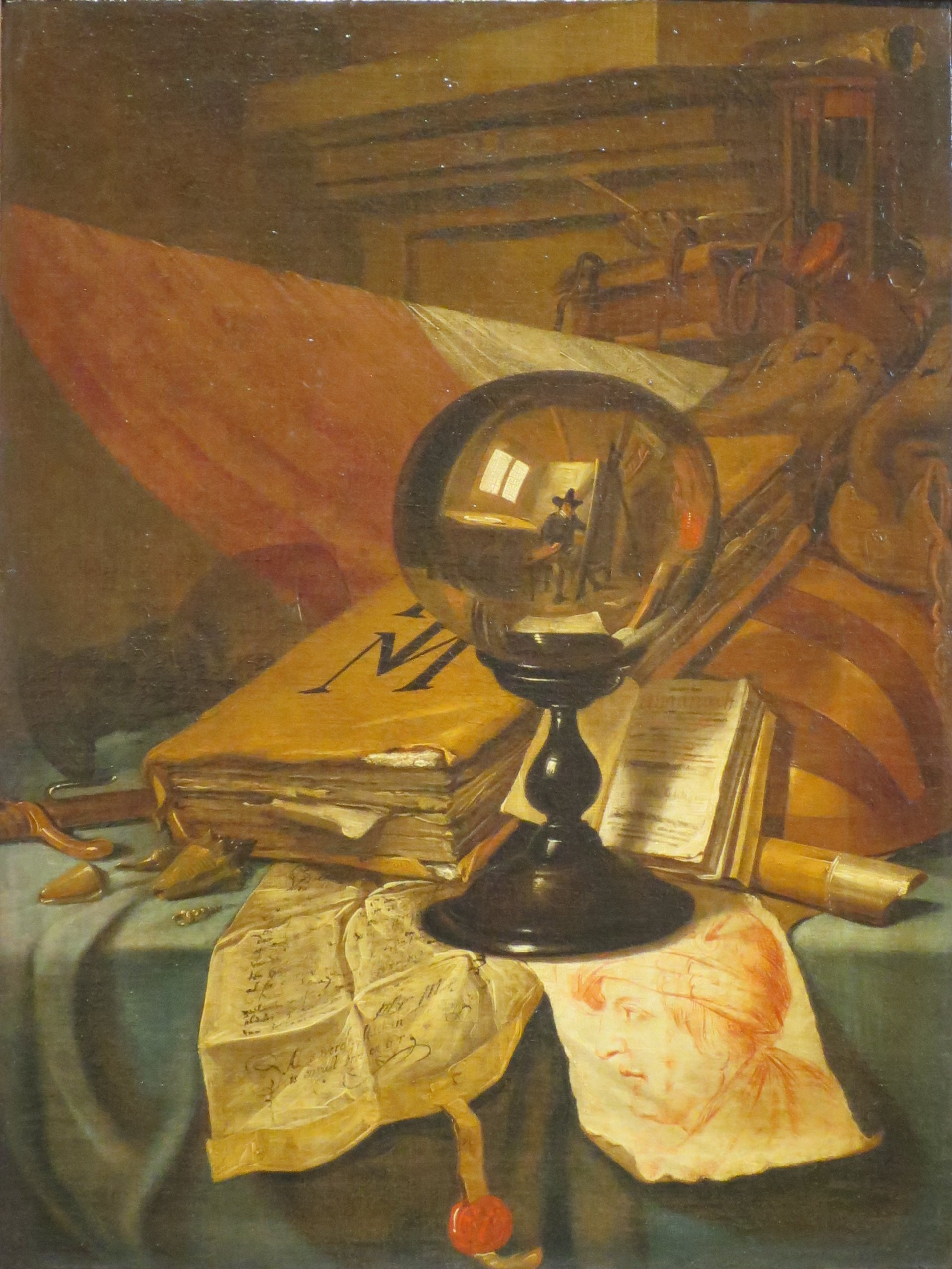
Vanitas, óleo sobre lienzo, 64 x 49 cm, Moscú, Museo Pushkin.

Vincent Laurensz. van der Vinne (Haarlem, 1628–1702) fue un pintor barroco y dibujante neerlandés.

## Biografía
Bautizado en Haarlem el 11 de octubre de 1628, en 1647 se colocó como aprendiz de Frans Hals por espacio de siete meses. En 1649 aparece registrado como maestro en la guilda de San Lucas de Haarlem hasta agosto de 1652 cuando en unión de Cornelis Bega, Dirck Helmbreker y Guillam Dubois emprendió un viaje por Alemania que les llevó a visitar Colonia, donde se encontraron con Abraham Kuyper, Heidelberg y Fráncfort del Meno. Según el diario de viaje de Vinne, que aún se conserva, mientras sus compañeros volvían a Holanda, pasó a Suiza, donde fijó su residencia en Ginebra de abril de 1653 a septiembre de 1654. De regreso a Haarlem atravesó Francia. Visitó y residió algún tiempo en Lyon y París, donde trabajó para un maestro llamado Pierre Forest. Finalmente, tras embarcar en El Havre, en septiembre de 1655 se encontraba de regreso en Haarlem. Un año después contrajo matrimonio en primera nupcias y fue retratado por Frans Hals (Toronto, Art Gallery of Ontario).
Otro viaje, en el verano de 1680, realizó por los Países Bajos del Norte y en él visitó Hillegom, Leiden, Woerden, Utrecht, Jutphaas, Haastrecht, Gouda, Róterdam, Delft, La Haya y Sassenheim. Los dibujos y bocetos que fue tomando a lo largo de estos viajes, con vistas de las ciudades que recorría y los paisajes de la Europa central, constituyen lo más característico de su producción.
Fue padre de tres hijos pintores: Laurens Vincentsz. van der Vinne (1658-1729), especializado en la pintura de flores, Jan Vincentsz. van der Vinne (1663-1721), e Isaac (1665-1740).

## Obra
Lo que se conserva de su obra, con los dibujos citados, son un conjunto de vanitas en las que acostumbraba a autorretratarse, ya sea en un papel fingido, como se encuentra en la Vanitas del Frans Halsmuseum de Haarlem, en la que pende de la mesa un papel enrollado con la reproducción del retrato que le hiciera Leendert van der Cooghen, o delante del caballete, reflejado en una bola de cristal (Moscú, Museo Pushkin).
En el Museo del Prado se le atribuye una Escena de género en una calle de Holanda que, aun encajando en lo que es un género característico de la pintura holandesa, es pieza única en la producción del pintor.